# Sapsan
El Sapsan (en ruso: Сапсан, halcón peregrino, conocido como Velaro RUS EVS) es un tren de alta velocidad de calibre ruso. El tren es un modelo Siemens Velaro, conocido como Siemens Velaro RUS.
Los trenes comenzaron el servicio regular en el ferrocarril Moscú-San Petersburgo en diciembre de 2009 a una velocidad máxima de 250 km/h (una nueva línea de alta velocidad de construcción permitiría velocidades de hasta 350 km/h).

## Historial de construcción

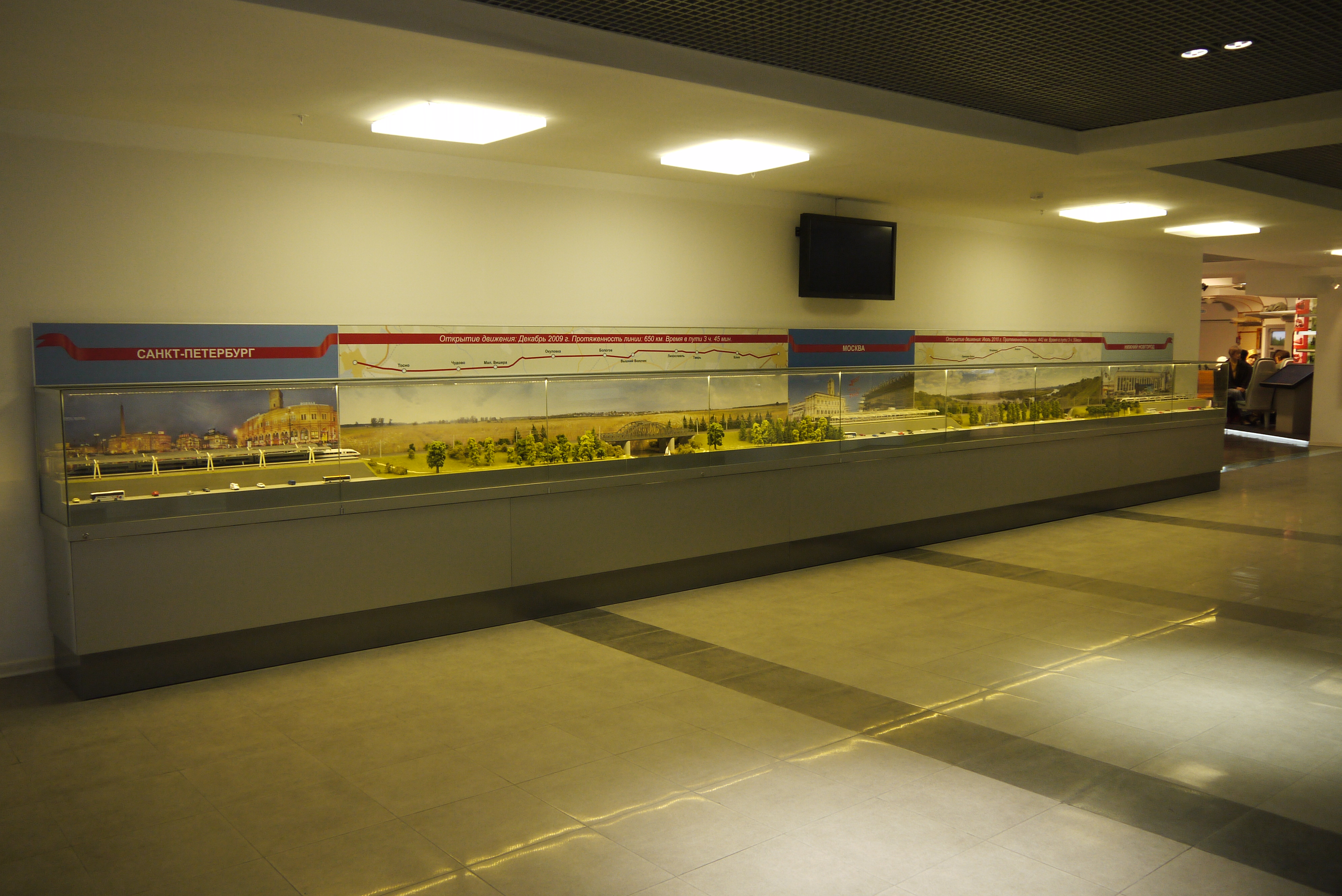
Modelo de tren de escala OO con el tren Sapsan en el ferrocarril Moscú-San Petersburgo y el ferrocarril Moscú-Nizhni Nóvgorod en el Museo del Ferrocarril de Moscú, Moscú.

El 18 de mayo de 2006, Siemens AG y RZhD firmaron un pedido de 276 millones de euros por ocho trenes de alta velocidad con un contrato de servicio a 30 años por un valor aproximado de 300 millones de euros.
Se ordenó a los trenes que conectaran Moscú con San Petersburgo y luego con Nizhni Nóvgorod a una velocidad de hasta 250 km/h. Se derivan del tren alemán ICE 3 pero con carrocerías ensanchadas 330 mm hasta 3265 mm para adaptarse al ancho de vía de carga de Rusia. Cuatro de los trenes (EVS2) están equipados tanto para 3 kV DC como para 25 kV 50 Hz AC. La longitud total de cada tren de diez vagones es de 250 m, con capacidad para 600 pasajeros.
El desarrollo y la construcción fueron realizados por Siemens en Erlangen y Krefeld en Alemania. En agosto de 2009, se anunció que se había entregado el quinto Sapsan a Rusia, de los ocho previstos. [6]
Cuatro trenes de voltaje único ("EVS1", 3 kV DC alimentados, trenes 5-8) entraron en servicio de pasajeros a finales de 2009 en la ruta Moscú - San Petersburgo, con los trenes de sistema dual (EVS2, trenes 1-4) entró en servicio en la ruta de Nizhny Novgorod el 30 de julio de 2010.
Sapsan estableció récords para el tren más rápido en Rusia el 2 de mayo de 2009, viajando a 281 km/h y el 7 de mayo de 2009, viajando a 290 km/h.
El 19 de diciembre de 2011, se firmó un pedido de 600 millones de euros para veinte trenes adicionales, incluidos ocho juegos EVS2, con el fin de facilitar un mayor número de servicios en las líneas existentes y la expansión de nuevos servicios en otras partes del sistema. Los conjuntos EVS1 del segundo lote (trenes 9-20) tendrán los mismos detalles que los conjuntos EVS1 del primer lote, pero los conjuntos EVS2 del segundo lote (trenes 21 en adelante) tendrán escalones retráctiles para adaptarse a bajas plataformas, a diferencia de los conjuntos EVS2 del primer lote.

## Operaciones

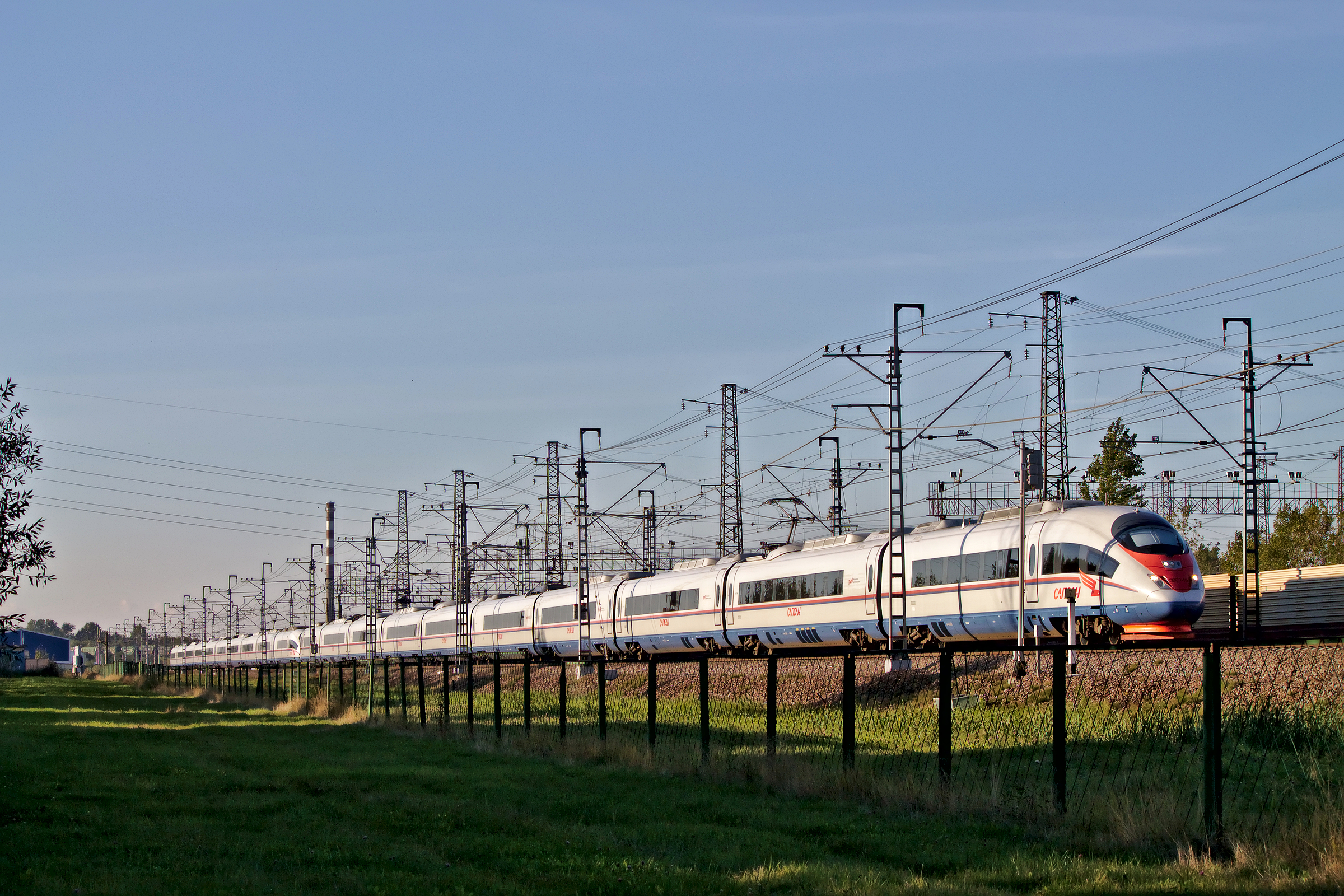
Versión de 500 metros en una ruta Moscú-San Petersburgo.

Desde que entró en servicio en diciembre de 2009, ha sido el único servicio de pasajeros rentable de RZhD, con una tasa de ocupación del 84,5%. Según el horario válido desde el 30 de octubre de 2011, el tren directo de Moscú a San Petersburgo sin paradas intermedias necesita tres horas y 40 minutos, el tren de Moscú a Nizhniy Novgorod 3 horas y 55 minutos.
La introducción de Sapsan provocó inicialmente la cancelación de trenes diurnos asequibles entre Moscú y San Petersburgo. Desde finales de 2012, los trenes diurnos Moscú-San Petersburgo, además de Sapsan, estaban funcionando nuevamente.
Hubo una serie de ataques con piedras contra los trenes Sapsan. Se han sugerido posibles razones, incluida la cancelación de trenes de cercanías, la interrupción del transporte local en áreas rurales y accidentes debido a la falta de seguridad para los peatones. Se construyeron nuevos cruces de puentes, se reconstruyeron plataformas a lo largo de la vía férrea y se completaron vías adicionales en 2015. Se introdujeron nuevos trenes de cercanías Lastochka en las rutas Moscú-Tver y San Petersburgo-Bologoye. Se salvaron los trenes locales en las zonas rurales.

## Rutas

### Ruta Moscú-San Petersburgo

Ruta del RZD Sapsan (mapa interactivo)

La primera y única ruta (desde 2015) para trenes Sapsan.
Moscú (Estación Leningradsky) - Tver (770A, 772A, 776a, 756A, 768A, 780A) - Vyshny Volochyok (756A, 760A, 768A, 772A, 780A) - Bologoye (754A, 758A, 770A, 778A) - Uglovka (754A , 776a, 778A) - Okulovka (754A, 758A, 778A) - Chudovo (754A, 770A, 778A) - San Petersburgo (terminal de ferrocarril Moskovsky)
No hay trenes Sapsan parando en todas las estaciones de la ruta. Los más rápidos no se detienen en absoluto entre Moscú y San Petersburgo. Los números de los trenes que paran en estaciones intermedias se enumeran arriba. Estas medidas se implementaron para aumentar la velocidad.

### Ruta Moscú-Nizhny Novgorod
Antigua ruta de los trenes Sapsan. Desde 2015, se introdujo el nuevo tren Talgo Strizh. Todos los Sapsans se dirigieron a la ruta Moscú-San Petersburgo. Los trenes Talgo también son de alta velocidad pero más adecuados para esta ruta.

### Ruta San Petersburgo-Nizhny Novgorod
El 1 de marzo de 2018, RZhD reabrió la ruta descontinuada San Petersburgo-Moscú- Nizhny Novgorod que permite a los pasajeros realizar un viaje de 8 horas y 11 minutos sin un cambio de tren en Moscú.

## Tarifas
El 1 de julio de 2012, la empresa rusa de ferrocarriles introdujo un nuevo sistema de tarifas para los trenes Sapsan que fija el precio de los billetes de forma dinámica en función de dos factores:
- La fecha de venta del boleto,
- Porcentaje de plazas ocupadas en el tren.

Las nuevas tarifas oscilan entre 0,8 y 1,2 veces la tarifa base del día. Es posible ver el precio final de un boleto para una fecha específica durante el proceso de reserva.